# آرت‌پاپ (ترانه)
«آرت‌پاپ» (به انگلیسی: ARTPOP) ترانه‌ای از هنرمند اهل ایالات متحده آمریکا لیدی گاگا است. این ترانه در آلبوم آرت‌پاپ قرار داشت.